# Římskokatolická farnost Žihle
Římskokatolická farnost Žihle (něm. Scheles) je zaniklá církevní správní jednotka sdružující římské katolíky v obci Žihle a okolí. Organizačně spadala do lounského vikariátu, který je jedním z deseti vikariátů litoměřické diecéze.

## Historie farnosti
Jednalo se o jednu z nejstarších farností v regionu. Byla uváděna po roce 1002. V době reformace se stala farnost protestantskou. V letech 1623–1691 připojena k Jesenici, avšak od roku 1691 byla již samostatná. Roku 1731 byl od základů nově vystavěn farní kostel. V roce 1993 byla farnost připojena k nově vzniklé plzeňské diecézi a stala se součástí farnosti Karlovice ve vikariátu Plzeň-sever.

### Duchovní správcové vedoucí farnost
Začátek působnosti jmenovaného v duchovní správě farnosti od:
- 1370   Sebastianus
- 1377   Joannes z Valče
- 1391   Udalricus
- Wenceslaus
- 1397   Thomas z Malého Chvojna
- 1399    Henricus
- 1407   Henslin
- 1415   Georgius, † 1423
- 1423   Nicolaus z Plané
- 1431   Bartholomëus
- 1431   Nicolaus
- 1434   Jacobus
- 1691   Joannes Georg. Dirrx de Brück et Rottenberg
- 1696   Andreas Fr. Järschl
- 1717   Adalbertus Fr. Puschmer
- 1744   Joannes Clave
- 1755   Thaddaeus Siegl
- 1782   Andreas Polster
- 1785   Thomas Eichler, n. 13.12. 1736 Prag., o. 5. 4. 1760, † 10. 5. 1823
- 1817   Jos. Schmid, n. 3. 2. 1782 Pohligens., o. 8. 9. 1805, † 14. 7. 1842
- 1842   Franc. Lumpe, n. 18. 10. 1783 Altehrenberg., o. 30. 8. 1806, † 20. 4. 1855
- 1855   Joann. Waldert, n. 8. 1. 1811 Wohnung., o. 3. 8. 1834, † 2. 7. 1877
- 1866   Wencesl. Starrach, n. 1. 5. 1811 Pschoblikens., o. 10. 8. 1838, † 11. 6. 1898
- 1873   Anton. Schindler, n. 27. 3. 1821 Rudig, o. 25. 7. 1845
- 1881   Car. Rauscher, n. 26. 8. 1834 Reitschowes, o. 1. 8. 1859, † 8. 1. 1900
- 1886   par. vacat, admin. excurr. Jos. Sigmund
- 1886   Joann. Christof, n. 18. 5. 1834 Pečkov, o. 26. 7. 1858, † 2. 12. 1914
- 1906   par. vacat, admin. int. Jos. Weigl
- 1907   Jos. Weigl, n. 9. 12. 1873 Zeidler, o. 10. 7. 1898, † 6. 12. 1928
- 1923   Jos. Windrich, n.  25. 12. 1881 Wesseln, o. 26. 7. 1907
- 1926   par. vacat, admin. int. Jac. Lumpe
- 1937   Jos. Jacob. Lumpe OFM Cap., n. 25. 3. 1900 Rumburg., o. 1. 7. 1923, † 2. 8. 1944
- 1. 9.  1942 par. vacat, admin. Jos. Gruß
- 18. 11. 1946 Antonín Wagner
- 15. 8. 1947 Václav Vinš
- 9. 3. 1949 Jaroslav Kubovec
- 1. 11. 1950 Josef Doležal
- 24. 7. 1953 Antonín Wagner
- 8. 6. 1967 Alois Raška
- 15. 5. 1968 Josef Bouček
- 1. 1. 1969 Jan Zemánek CSsR[1]

Kromě kněží stojících v čele farnosti, působili ve farnosti v průběhu její historie i jiní kněží. Většinou pracovali jako farní vikáři, kaplani, katecheté, výpomocní duchovní aj.

## Území farnosti
Do farnosti náleželo území obcí:
- Ostrovec (Johannisdorf)[p 2]
- Pastuchovice (Pastuchowitz)[p 2]
- Přehořov (Überbergen)[p 2]
- Velečín (Welletschin)[p 2]
- Žihle (Scheles)[p 2]

## Římskokatolické sakrální stavby na území farnosti
| | Fotografie      | Stavba                         | Místo           | Zeměpisné souřadnice            | Status              | Číslo kulturní památky           |                 |
| Kostely a kaple | Kostely a kaple | Kostely a kaple                | Kostely a kaple | Kostely a kaple                 | Kostely a kaple     | Kostely a kaple                  | Kostely a kaple |
| --- | --------------- | ------------------------------ | --------------- | ------------------------------- | ------------------- | -------------------------------- | --------------- |
| 1. |                 | Kostel svatého Václava         | Žihle           | 50°2′43″ s. š., 13°22′33″ v. d. | bývalý farní kostel | 17526/4-1646 (Pk•MIS•Sez•Obr•WD) |                 |
| 2. |                 | Kostel svatého Filipa a Jakuba | Žihle           | 50°2′39″ s. š., 13°22′8″ v. d.  | hřbitovní kostel    | 14296/4-1647 (Pk•MIS•Sez•Obr•WD) |                 |
| 3. |                 | Kostel svatého Jana Křtitele   | Ostrovec        | 50°4′24″ s. š., 13°25′19″ v. d. | hřbitovní kostel    | 11847/4-5105 (Pk•MIS•Sez•Obr•WD) |                 |
| 4. |                 | Kaple                          | Pastuchovice    | 50°4′11″ s. š., 13°23′7″ v. d.  | kaple               | —                                |                 |
| 5. |                 | Kaple Nejsvětější Trojice      | Přehořov        | 50°1′43″ s. š., 13°22′46″ v. d. | kaple               | 100679 (Pk•MIS•Sez•Obr•WD)       |                 |
| 6. |                 | Kostel Jména Panny Marie       | Velečín         | 50°4′30″ s. š., 13°24′7″ v. d.  | kostel              | —                                |                 |
| Některé drobné sakrální stavby a pamětihodnosti lze dohledat zde v databázi Drobné sakrální památky Zaniklé sakrální stavby lze dohledat zde v databázi Poškozené a zničené kostely, kaple a synagogy v České republice |                 |                                |                 |                                 |                     |                                  |                 |

Ve farnosti se mohou nacházet i další drobné sakrální stavby, místa římskokatolického kultu a pamětihodnosti, které neobsahuje tato tabulka.